# Астраханский мир (1554)
Астраханский мир 1554 года — мирный договор между Русским государством и Астраханским ханством.
Заключён и подписан 9 июля 1554 года воеводой князем Юрием Ивановичем Пронским-Шемякиным с астраханским ханом Дервиш—Али, посаженным на престол во время первого Астраханского похода 1554 года. Астраханцы скрепили договор шертной грамотой (присягой), согласно которой обязались ежегодно посылать русскому Государю одну тысячу двести рублей серебром и три тысячи осетров в сажень (по другим, явно завышенным данным, обязывались поставить: 10 тысяч лошадей, 20 тысяч овец и 30 тысяч рыб). Царским русским рыболовам разрешалось ловить рыбу беспошлинно и без предварительного уведомления в реке Волга от Астрахани до Казани.
В случае смерти хана Дервиш-Али, по договору, астраханцы не имели права самостоятельно выбирать себе хана, а должны были обратиться к русскому Государю, за которым сохранялось право такого пожалования.
В соответствии с договором, русские воеводы отпустили всех астраханских пленных, взяв взамен всех русских невольников и «цариц» свергнутого хана Ямгурчи, вернулись в Москву.
Ногайскому князю Исмаил-бий, внёсшему значительный вклад в покорение Астрахани, разрешалась беспошлинная торговля с Москвой в течение трёх лет (через территорию Астраханского ханства).
Для соблюдения условий договора и интересов московского правительства в Астрахани был оставлен воевода П. Д. Тургенев с немногочисленными стрельцами и казаками.
По договору, с 1555 года в Астрахани размещается расширенный контингент русских войск для предотвращения восстания местного населения против хана Дервиш-Али, как русского ставленника. Контингент состоял под началом стрелецкого головы Кафтырева (отряд стрельцов) и атамана Павлова (отряд донских казаков).
С этого времени Иван IV Васильевич Грозный именует себя царём Астраханским, и это признаётся на международном уровне Сигизмундом-Августом.
Мирный договор просуществовал всего два года. Хан Дервиш-Али, вопреки достигнутыми соглашениями, стал налаживать связи с Крымским ханством. Почувствовав уверенность, хан Дервиш-Али стал пренебрегать замечаниям царского наместника и предложил последнему покинуть Астрахань. В результате московское правительство организовало второй Астраханский поход, и 25 сентября (про другим данным 26 августа) 1556 года русское войско без боя заняло Астрахань. Астраханское ханство было окончательно присоединено к Русскому государству.